# Sinularia compressa
Sinularia compressa är en korallart som beskrevs av Tixier-Durivault 1945. Sinularia compressa ingår i släktet Sinularia och familjen läderkoraller. Inga underarter finns listade i Catalogue of Life.